# Katherine Jenkins
Katherine Jenkins (Neath, 29 giugno 1980) è un mezzosoprano britannica.

## Biografia
Gallese di Neath, è diplomata alla Royal Academy of Music di Londra.
Katherine Jenkins è diventata famosa grazie al suo mix di lirica e country, molto caratteristico e particolare. Il suo stile può essere ricondotto al cosiddetto crossover classico.
Il suo produttore è David Foster.
Soffre di una malattia rara, il lagoftalmo, che non le permette di chiudere mai gli occhi. Nell'aprile 2014 sposa Andrew Levitas (1977), artista e attore statunitense. La coppia ha due figli: Aaliyah Reign Levitas, nata il 30 settembre 2015,  poi Xander Robert Selwyn Levitas, nato il 24 aprile 2018. 

## Discografia

### Album
- Premiere, 2004 prima posizione nella classifica UK Classical e Disco d'argento nel Regno Unito.
- Second Nature, 2004 (nominato UK Classical Album of the Year ai Classical BRIT Awards) prima posizione nella classifica UK Classical e Disco di platino nel Regno Unito.
- La Diva, 2005.
- Living A Dream, 2005 (nominato UK Classical Album of the Year ai Classical BRIT Awards) quarta posizione nella classifica UK Albums Chart e prima nella UK Classical e Disco di platino nel Regno Unito.
- Serenade, 2006 quinta posizione nella classifica UK Albums Chart e prima posizione UK Classical e Disco di platino nel Regno Unito.
- From The Heart, 2007.
- Rejoice, 2007 terza posizione nella classifica UK Albums Chart e prima posizione UK Classical.
- Sacred Aries, 2008 quinta posizione nella classifica UK Albums Chart e prima posizione UK Classical.
- Believe, 2009 - quinta posizione nella classifica Classical Albums US e prima in quella UK, sesta nella Official Albums Chart, nona in Vallonia e decima in Germania per 2 settimane rimanendo in classifica 23 settimane, Disco di platino in Irlanda e Disco d'oro nel Regno Unito.
- Daydream, 2011 sesta posizione nella classifica UK Albums Chart.
- My Christmas, 2012 sesta posizione nella classifica Classical Albums.
- This Is Christmas, 2012 terza posizione nella classifica Classical Albums.
- Home sweet home, 2014 - Dodd/David Garrett/Alfie Boe, Decca - decima posizione nella classifica UK Albums Chart
- Celebration, 2016 - Katherine Jenkins, Decca

### Singoli
- 2005 - Time to Say Goodbye
- 2006 - Green Green Grass of Home
- 2009 - I Believe (feat. Andrea Bocelli)
- 2009 - Bring Me to Life
- 2009 - Angel

### DVD
- Live at Llangollen, 2006.
- Katherine in the Park, 2007.
- Viva La Diva, 2008.

## Filmografia parziale
- Doctor Who – serie TV, episodio 5x14 (2010)
- Dream Horse, regia di Euros Lyn (2020)
- Il caso Minamata (Minamata), regia di Andrew Levitas (2020)